# Dominique de Buman

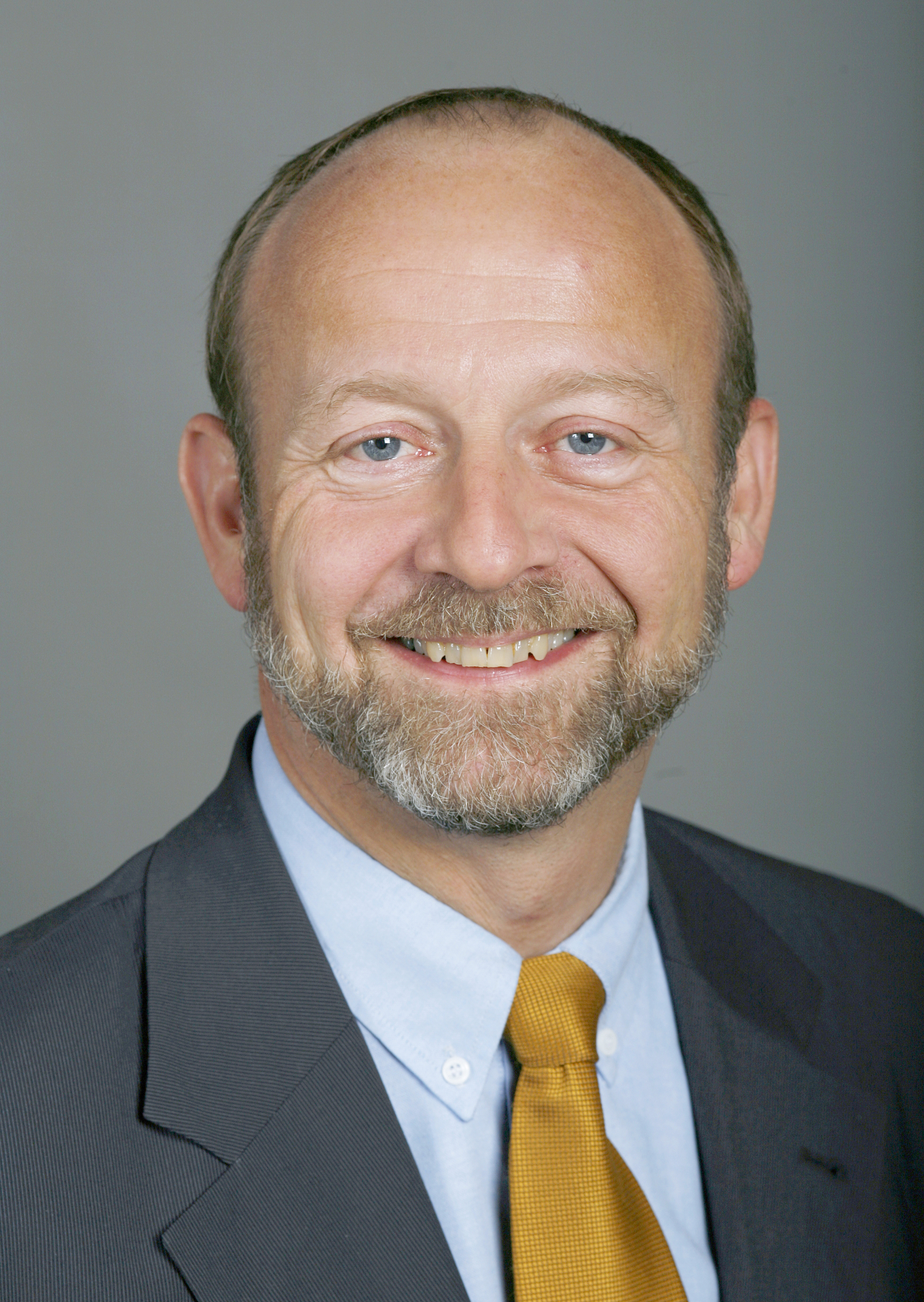
Dominique de Buman (2007)

Dominique de Buman (* 28. April 1956 in Freiburg im Üechtland; heimatberechtigt ebenda) ist ein Schweizer Politiker (CVP). Er war 2017/2018 Präsident des Schweizer Nationalrats.

## Biographie
Dominique de Buman entstammt einer alten Freiburger Familie, die im 14. Jahrhundert aus dem deutschfreiburgischen Düdingen zugezogen war und in die Bürgerschaft Freiburgs aufgenommen wurde. Er besuchte die Primarschule und das Kollegium St. Michael in Freiburg und bestand die Latein-Griechisch-Matura. Anschliessend nahm er das Studium der Rechtswissenschaften an der Universität Freiburg auf, das er mit dem Lizentiat abschloss.

## Politische Laufbahn
Buman wurde 1986 in den Gemeinderat der Stadt Freiburg gewählt. Nachdem er hintereinander für Sport, die Finanzen und die Stadtverwaltung zuständig gewesen war, wurde er im Januar 1994 zum Stadtpräsidenten gewählt. Als solcher mobilisierte er 1996 die ganze Stadt erfolgreich gegen die Schliessung der Brauerei Cardinal (wobei die Produktion in Freiburg im Jahr 2011 jedoch trotzdem eingestellt wurde). Das Amt als Stadtpräsident übte er bis zum 17. August 2004 aus.
Auf kantonaler Ebene sass er von 1986 bis 2003 im Grossen Rat, den er 2001 präsidierte. Bei den Wahlen 2003 wurde er in den Nationalrat gewählt, und am 18. September 2004 übernahm er die Vizepräsidentschaft der CVP Schweiz. Im Bundesparlament war er bisher Mitglied der Kommission für Wissenschaft, Bildung und Kultur (WBK), der Kommission für Wirtschaft und Abgaben (WAK) sowie der Geschäftsprüfungskommission (GPK). Er nahm ein Postulat von Jean-Claude Vaudroz (CVP/GE) (Anerkennung des Genozids an den Armeniern durch das Osmanische Reich 1915) auf und führte es zur Annahme. Aufgrund seines Vorstosses für ein landesweites Verbot von Wegwerf-Plastiksäcken in Supermärkten geben die meisten Detailhändler die Säckchen nicht mehr gratis ab, worauf auf das Gesetz verzichtet werden konnte. Am 27. November 2017 wurde de Buman mit 160 von 179 gültigen Stimmen für ein Jahr zum Präsidenten des Nationalrats gewählt.
Nach dem 2009 erfolgten Rücktritt von Pascal Couchepin (FDP) aus dem Bundesrat kandidierte de Buman in seiner Partei, die den 2003 an die SVP verlorenen Sitz auf Kosten der FDP zurückerobern wollte, für eine Nominierung zur Bundesratswahl, unterlag aber Urs Schwaller. Dieser unterlag in der Wahl Didier Burkhalter (FDP). 2015 wollte de Buman Nachfolger von Urs Schwaller im Ständerat werden. Die Delegierten der Freiburger CVP nominierten jedoch nicht ihn, sondern den damaligen Staatsrat Beat Vonlanthen.
Nach vier Amtsperioden verzichtete de Buman 2019 auf eine erneute Kandidatur als Nationalrat.

## Mandate
2007 war de Buman Präsident des Organisationskomitees zur Feier des 850-Jahr-Jubiläums der Stadt Freiburg. Von 1994 bis 2009 präsidierte er die Sparkasse seiner Heimatstadt. Seit 2008 ist er Stiftungsratspräsident der Bibliomedia Schweiz. Als solcher setzte er sich erfolglos für die Wiedereinführung der Buchpreisbindung in der Schweiz ein. Er ist zudem Präsident des Schweizer Tourismus-Verbands und von «Seilbahnen Schweiz». Von 2009 bis 2015 war er Präsident der «Helvetia Latina», die sich für kulturelle und sprachliche Vielfalt in der Bundesverwaltung einsetzt. Während zwanzig Jahren war er Präsident der Vereinigung der Freunde der Abtei Hauterive und als solcher Mitglied des Stiftungsrates der Stiftung Hauterive.
Von 1991 bis 2004 war de Buman Vorsteher der Personalpensionskasse der Stadt Freiburg. Deren schlechte Führung – die Deckung erreichte nur 32 % – führte zur Bildung einer Untersuchungskommission, die de Buman teilweise für die missliche Situation verantwortlich machte.

## Privates
Dominique de Buman wohnt in Freiburg. Er ist ledig. Sein Vorbild ist Bruder Klaus, seine Lieblingsmusik der Jazz. Er ist begeisterter Töfffahrer.